# Os de seiche (recueil)
Os de seiche (titre original : Ossi di Seppia) est le premier recueil de poèmes de Eugenio Montale paru en 1925.
La première période de la poésie de Montale correspond à  l’affirmation heureuse du motif lyrique. Montale, dans Ossi di seppia (1925) - Os de seiche -, aboutit à l’impossibilité d’expliquer l’existence : dans le poème Non chiederci la parola il affirme que l’on peut uniquement dire « ce que nous « ne » sommes pas, ce que nous « ne » voulons pas », soulignant, aussi grâce à la sècheresse du style poétique, la rudesse et l'insignifiance de la condition existentielle. Le titre même de l’œuvre, un « corrélatif  objectif » (Thomas Stearns Eliot), est significatif pour caractériser l’aridité de l’existence humaine, consumée et usée par la nature, et qui désormais est réduite à un objet inanimé, privé de vie.
Ainsi Montale bouleverse l’attitude fondamentale de la poésie : le poète ne peut trouver et donner des réponses ou des certitudes ; sur le destin de l’homme, il incombe ce que le poète, dans le poème Spesso il male di vivere ho incontrato (Souvent j’ai rencontré le mal de vivre), définit  « Divine Indifférence  », de ne montrer aucune complicité émotive à l’égard de l’Homme.
L’avertissement rude et essentiel (abordant donc le thème du temps - le temps de la vie et un sentiment de malaise face à la modernité) trouve sa première image dans le panorama, encore intacte, de la Riviera ligure, qui se charge d’une série de valeurs quasiment métaphysiques et dont les objets, les voix, les images, comme également les sensations qui naissent à leur contact, suggèrent de manière mystérieuse et emblématique, la clef de lecture de l’existence humaine.